# Eliogabalo
Eliogabalo ist eine Oper in drei Akten von Francesco Cavalli (Musik) mit einem von Aurelio Aureli überarbeiteten Libretto eines unbekannten Autors. Sie entstand 1667, wurde aber erst am 27. November 1999 im Teatro San Domenico in Crema uraufgeführt.

## Handlung
Die Oper spielt in Rom um das Jahr 222 am Ende der Regierungszeit des hier „Eliogabalo“ genannten Kaisers Elagabal. Dieser hält sich für einen Gott, der über allen Gesetzen steht. Er lebt ausschließlich für sein Vergnügen, ohne sich um Gefühle seiner Mitmenschen zu kümmern. Bei seinen Schandtaten helfen ihm seine Diener Zotico und Lenia. Eliogabalos Vetter Alessandro ist als Cäsar sein designierter Nachfolger. Obwohl auch er unter den Taten des Kaisers leidet, bleibt er loyal. Alessandro liebt (Flavia) Gemmira, die Schwester des Prätorianerpräfekten Giuliano (Gordio), der seinerseits mit der vornehmen Römerin (Anicia) Eritea verlobt ist. Der Kaiser begehrt beide Frauen. Eritea hat er bereits vergewaltigt und anschließend mit einem Eheversprechen besänftigt, das er aber keineswegs zu halten gedenkt. Weitere Verwicklungen entstehen dadurch, dass die junge Römerin Atilia (Macrina) in Alessandro verliebt ist und immer wieder versucht, ihn für sich zu gewinnen. Der Diener Nerbulone sorgt mehrfach für komische Situationen.

### Erster Akt
Kleiner Platz
Szene 1. Nachdem Alessandro einen Aufstand der Prätorianergarde niedergeschlagen hat, flehen die Soldaten und ihr Präfekt Giuliano den Kaiser um Gnade an. Eliogabalo zeigt sich gnädig. Seine Gedanken gelten derzeit nur Giulianos Verlobter Eritea, die er nach der Vergewaltigung mit schmeichlerischen Worten zu beruhigen versucht. Eritea erinnert ihn an sein Versprechen, denn nur eine Heirat könne ihre Ehre wiederherstellen. Giuliano hört zu seinem Entsetzen, dass der Kaiser sein Wort bestätigt und ihm anschließend befiehlt, Eritea in seine Gemächer zu führen.
Szene 2. Kaum ist Eliogabalo mit seinen Vertrauten Zotico und Lenia allein, gibt er zu erkennen, dass Versprechen für ihn keine Bedeutung haben. Er befiehlt Lenia, ihm weitere Vergnügungen zu verschaffen und ihm nach eigener Wahl entweder Atilia oder Gemmira zu bringen, von deren Schönheit er bereits gehört hat.
Platz in Rom mit einem Tempel
Szene 3. Lenia gesteht Nerbulone ihre Liebe. Da ihm aber Geld wichtiger als alles andere ist, verspricht sie ihm große Reichtümer und schenkt ihm einen wertvollen Ring.
Szene 4. Nerbulone triumphiert. Ihm ist eine großzügige alte Frau lieber als eine junge Schönheit, die nur mit Mühe zu erobern ist.
Szene 5. Vor dem Tempel beklagt sich Gemmira bei den Göttern über ihre Eifersuchtsgefühle, die sie trotz ihrer Treue zu Alessandro peinigen.
Szene 6. Alessandro dagegen ist überglücklich über seine Liebe zu Gemmira. Gemmira traut Eliogabalo nicht. Sie befürchtet, dass er Alessandro wegen seiner Beliebtheit beim Volk und beim Senat aus dem Weg räumen will. Alessandro beruhigt sie darüber. Schließlich hat er gerade erst den Aufstand niedergeschlagen. Er will dem Kaiser noch heute ihre Hochzeit ankündigen.
Szene 7. Als Alessandro mit Eliogabalo über Gemmira sprechen will, wird dieser aufmerksam. Er lässt sich von Zotico und Lenia die Schönheit Gemmiras bestätigen und beschließt dann, sie für sich selbst zu gewinnen. Er gibt vor, sein Einverständnis zu ihrer Hochzeit mit Alessandros geben zu wollen, und fordert Alessandro auf, sie zu holen. Als Alessandro fort ist, machen sich die Diener über seine Leichtgläubigkeit lustig.
Szene 8. Weil Eliogabalo Gemmira um jeden Preis ins Bett bekommen will, überlegt er sich zusammen mit Zotico und Lenia einen heimtückischen Plan: Er will sie zusammen mit den schönsten Frauen zu einem Senat einberufen und dort mit Ehrungen überhäufen. Dabei wird sich eine Gelegenheit finden, sie zu vergewaltigen. Um etwaige Bedenken ihres Verlobten Alessandro auszuräumen, soll dieser eine andere Dame, Atilia Macrina, dorthin führen.
Szene 9. Nachdem Giuliano Eritea bei Eliogabalo gesehen hat, zweifelt er immer mehr an ihrer Treue. Nerbulone kommentiert das mit einer Bemerkung über die bedauernswerten Liebenden.
Szene 10. Atilia schwört Alessandro mit leidenschaftlichen Worten ihre Liebe. Der weist sie vorsichtig zurück und erinnert sie an seine Verlobung mit Gemmira. Sie machen sich wie vom Kaiser befohlen zusammen auf dem Weg zum Frauensenat.
Szene 11. Gemmira sieht Alessandro zusammen mit Atilia und wird sofort eifersüchtig. Lenia verstärkt dies noch, indem sie behauptet, dass Alessandro in Atilia verliebt sei, denn Männer seien nun einmal wechselhaft. Gemmira könne sich aber trösten, da sie vom Kaiser geliebt werde und sogar selbst Kaiserin werden könne. Auf jeden Fall solle sie sich Alessandro gegenüber abweisend verhalten.
Szene 12. Als Alessandro kommt, befolgt Gemmira Lenias Rat und erzählt ihm von der Einladung des Kaisers. Sie erklärt, Eliogabalo wolle sie alleine sehen, und verbietet Alessandro, ihr zu folgen.
Szene 13. Alessandro fühlt sich von Gemmira verraten.
Senatssaal
Szene 14. Als Vorsitzender des Frauensenats trägt auch Eliogabalo Frauenkleider. Zotico, Lenia und Atilia und die anderen Damen haben sich bereits eingefunden.
Szene 15. Beim Eintritt Gemmiras singt Eliogabalo einen Lobpreis über die Schönheit der Frauen. Lenia schlägt ein Spiel vor, bei dem die Damen mit verbundenen Augen erraten müssen, wer sie umarmt. Der Kaiser ist begeistert und nutzt die Gelegenheit, sich Gemmira unsittlich zu nähern.
Szene 16. In diesem Moment erscheint Eritea und erblickt den Kaiser in Umarmung Gemmiras. Sie ist empört – schließlich hat er ihr die Ehe versprochen. Lenia entschärft die Situation, indem sie Eliogabalo zuredet, sein Versprechen, Eritea zur Kaiserin zu machen, noch einmal zu bestätigen.
Szene 17. Nerbulone findet den Senat der Frauen empörend, doch Lenia meint, er könne daraus Nutzen ziehen.

### Zweiter Akt
Hof
Szene 1. Erneut weist Alessandro die Liebesbeteuerungen Atilias zurück.
Szene 2. Nach dieser Enttäuschung schwört Atilia Rache, besinnt sich aber schnell anders. Sie will die Hoffnung noch nicht aufgeben.
Szene 3. Giuliano trifft auf die in Tränen aufgelöste Eritea. Sie erzählt ihm von ihrer Vergewaltigung durch den Kaiser und versichert ihm, dass sie immer nur ihn, Giuliano, geliebt habe. Sie versöhnen sich, wagen aber keine Umarmung, weil sie Eliogabalos Zorn fürchten.
Szene 4. Da Eliogabalo bei Gemmira immer noch nicht zum Zug gekommen ist, überlegt er sich mit Zotico und Lenia einen neuen Plan: Gemmira und Alessandro werden zu einem Gastmahl eingeladen, bei dem Lenia Gemmira einen Schlaftrunk mit Opium verabreichen wird. Zugleich soll Zotico Alessandro mit Gift endgültig aus dem Weg räumen.
Szene 5. Gemmira will sich von Eliogabalo verabschieden, um nach Hause zurückzukehren. Er befiehlt ihr jedoch, bis zum Abendessen zu bleiben. Da sich Gemmira noch immer spröde zeigt, schwört ihr Eliogabalo, sie zur Kaiserin zu machen, wenn sie seine Liebe erwidern wolle. Doch auch das bewirkt keinen Sinneswandel. Ihm bleibt nur noch das Schlafmittel.
Szene 6. Gemmira sehnt sich nach ihrem Geliebten Alessandro und leidet zugleich unter ihrer Eifersucht.
Szene 7. Beobachtet vom amüsierten Nerbulone werfen sich Alessandro und Gemmira gegenseitig Untreue vor. Schließlich erkennen sie die Wahrheit und versöhnen sich wieder. Sie stellen fest, dass sie dem Kaiser, der beide zum Gastmahl geladen hat, nicht trauen können.
Szene 8. Alessandro beschließt, als stummer Äthiopier verkleidet zum Bankett zu gehen, um Gemmira notfalls schützen zu können. Nerbulone will ihn einschleusen. Er freut sich auf eine gute Mahlzeit und Wein.
Szene 9. Giuliano und Eritea versichern sich trotz aller Leiden ihrer gegenseitigen Liebe.
Szene 10. Eliogabalo beobachtet das Paar unbemerkt und beschließt, deren Liebe zu seinem Vorteil zu nutzen. Zunächst gibt er sich empört über Eriteas Untreue, zeigt sich dann aber gnädig und verspricht, sie freizugeben, sofern Giuliano ihm seine Schwester Gemmira überlässt.
Szene 11. Giuliano hat die Wahl zwischen Pest und Cholera: Er muss entweder seine Geliebte oder seine Schwester opfern. Er würde lieber sterben, als eine der beiden zu verraten.
Garten mit gedeckten Tischen
Szene 12. Zotico und Lenia bereiten das Bankett vor. Zotico macht sich über die Liebesverirrungen der Menschen lustig. Lenia hat Gewissensbisse. Sie hat zwar keine Bedenken wegen des Schlaftrunks, doch die Ermordung des kaiserlichen Vetters und designierten Thronfolgers erscheint ihr als schändliches Verbrechen. Zotico beruhigt sie damit, dass der Auftrag vom Kaiser komme und somit legitim sei.
Szene 13. Gemmira kommt wie vereinbart zum Mahl. Sie entschuldigt Alessandro für sein Ausbleiben. Unterdessen trinkt Nerbulone den für sie bestimmten Wein mit dem Opium. Eliogabalo will nicht länger warten und das Mahl beginnen. Doch da zeigt ihm Lenia den inzwischen eingeschlafenen Nerbulone. Plötzlich erscheinen Eulen im Garten und machen sich über das Essen her – ein böses Omen. Zotico überzeugt den Kaiser davon, dass der Plan in jeder Beziehung fehlgeschlagen ist. Eliogabalo will es am nächsten Tag erneut versuchen.

### Dritter Akt
Saal
Szene 1. Gemmira und Eritea haben endgültig genug von den Untaten des Kaisers. Als Lenia auftaucht, bezichtigen sie diese der Mittäterschaft und jagen sie hinaus.
Szene 2. Die beiden Frauen fordern Giuliano auf, den Kaiser zu ermorden, um ihre verletzte Ehre wiederherzustellen. Giuliano zögert zunächst, da er nicht zum Verräter werden will. Schließlich erkennt er, dass er die Ehre desjenigen, der die Ehre seiner Liebsten beschmutzt hat, nicht respektieren kann. Der Kaiser soll sterben. Er informiert die beiden darüber, dass der Kaiser ihn dazu bewegen wollte, ihm Gemmira als Gespielin zu überlassen.
Szene 3. Alessandro gibt Nerbulone die Schuld am Scheitern ihres Plans. Dieser verweist auf den Wein und teilt Alessandro mit, dass Eliogabalo am folgenden Tag das Bankett wiederholen wolle.
Szene 4. Eliogabalo vergleicht sich selbst mit einem Gott, dessen Wünsche über Allem stehen. Er hört kaum zu, als Lenia ihm mitteilt, dass Gemmira ihr nicht mehr vertraue. Von draußen erschallen Rufe der Prätorianer, die den Tod des Kaisers fordern, weil sie noch immer nicht ihren Sold erhalten haben. Lenia überzeugt ihn davon, sie mit Gold zu beschwichtigen. Die Soldaten ziehen ab, doch Eliogabalo fürchtet weitere Aufstände, die vielleicht der Liebe der Soldaten zu Alessandro geschuldet sind. Er muss diesen also schnellstens beseitigen. Zotico schlägt vor, einen Gladiatorenkampf zu veranstalten, zu dem Alessandro erscheinen müsse. Dort werde sich eine passende Gelegenheit bieten. Lenia meint, dass sich Eliogabalo unterdessen in seinen Gemächern mit Gemmira vergnügen könne.
Szene 5. Während der Kaiser in Vorfreude auf die Liebesgenüsse mit Gemmira schwelgt, die er notfalls mit Gewalt erzwingen will, macht sich Giuliano bereit, ihn zu ermorden.
Szene 6. Alessandro verhindert das Attentat in letzter Sekunde, ohne dass der Kaiser etwas davon mitbekommen hat. Er lässt den Bruder seiner Geliebten aber gleich wieder frei. Bei Eliogabalo entschuldigt er sich für sein Fernbleiben beim Gastmahl. Der Kaiser befiehlt ihm, auf jeden Fall zum Gladiatorenkampf zu kommen, und schickt ihn fort, weil er mit Giuliano alleine sprechen will. Alessandro versteckt sich, um zu lauschen. Giuliano verspricht Eliogabalo die Hand seiner Schwester – will ihn aber vorher töten.
Szene 7. Wie mit Giuliano vereinbart, geht Gemmira zum Schein auf die Heiratswünsche des Kaisers ein. Dieser erklärt ihr leidenschaftlich seine Liebe. Gemmira verhält sich dennoch zurückhaltend, da sie den versteckten Alessandro bemerkt hat. Der enttäuschte Eliogabalo zieht Rache schwörend ab. Giuliano fürchtet, dass ihr Plan nun scheitern wird.
Szene 8. Alessandro glaubt, er habe Gemmira für immer verloren.
Szene 9. Zum dritten Mal erklärt Atilia Alessandro ihre Liebe, und noch immer will er Gemmira treu bleiben. Wenn er jedoch gezwungen wäre, jemand anderen zu heiraten, wäre es Atilia.
Szene 10. Gemmira hört nur seine letzten Worte und glaubt, er wäre sich mit Atilia einig. Erneut machen die beiden sich Vorwürfe und versöhnen sich nach den nötigen Erklärungen. Giuliano kommt hinzu und informiert sie über seinen Plan, den Kaiser zu töten. Alessandro möchte damit nichts zu tun haben. Selbst als Gemmira ihm erklärt, dass sie nur heiraten können, wenn Eliogabalo falle, bleibt er standhaft.
Szene 11. Zotico und Lenia gehen noch einmal den Plan für den Abend durch. Als Lenia sich selbst für ihren Einfallsreichtum lobt, meint Zotico, die jungen Mädchen könnten von ihr lernen. Lenia rät, die Liebe nicht zu unterschätzen.
Circus Maximus
Szene 12. Die Spiele beginnen, ohne dass der Kaiser eingetroffen wäre. Alessandro befürchtet, dass er Gemmira etwas antun könnte. Giuliano beruhigt ihn: Gemmira befinde sich unter dem Schutz seiner Soldaten in seinen Gemächern. Im Circus soll als Nächstes der bislang unbesiegte Gladiator Tiferne gegen eine wilde Bestie antreten. Auf Giulianos Frage, was für ein Tier das sei, entgegnet Tiferne, es sei dasjenige, das Eliogabalo am meisten verachte. Er zieht das Schwert, um Alessandro anzugreifen, wird aber sofort von den anderen überwältigt. Daraufhin gibt er zu, dass er den Befehl von Zotico erhalten habe, der wiederum im Auftrag des Kaisers handle. Das überzeugt die Anwesenden von der Ruchlosigkeit Eliogabalos. Alle fordern seinen Tod.
Szene 13. Da erscheint Gemmira mit aufgelösten Haaren und berichtet, dass der Kaiser in ihre Gemächer eingedrungen sei und versucht habe, sie zu vergewaltigen. Auf ihre Hilferufe seien die Wachen herbeigeeilt und hätten Eliogabalo getötet. Trotz der eindeutigen Umstände will Alessandro die Wachen für den Kaisermord bestrafen.
Szene 14. Eritea widerspricht heftig: Eliogabalo habe ein seinen Taten entsprechendes Ende gefunden. So wie sein Leben die Reinheit beleidigt habe, stelle sein Tod die Reinheit des Tibers wieder her. Gemmira und Giuliano stimmen ihr zu und zählen noch einmal die Untaten Eliogabalos auf. Schließlich sieht auch Alessandro ein, dass er gegen den Willen des Himmels nichts ausrichten kann. Es handle sich um eine Kollektivschuld, und alle seien ebenso unschuldig wie schuldig.
Szene 15. Atilia berichtet, dass Zotico und Lenia vom wütenden Volk getötet worden seien. Im Namen des Volkes krönen zwei Konsuln Alessandro zum neuen Kaiser. Der stellt den Anwesenden die von ihm seit langem geliebte Gemmira als seine Frau und Kaiserin vor. Auch Eritea und Giuliano können heiraten. Atilia sieht ein, dass sie ihre Hoffnung auf Alessandro aufgeben und sich einen anderen Gatten suchen muss. Alle preisen das Kaiserpaar.

## Gestaltung
Die Instrumentalbesetzung benötigt im Original lediglich fünf Musiker.
Cavalli hielt sich nicht an das ab 1650 übliche Verfahren, sämtliche strophischen Texte als Arien zu komponieren, sondern wählte auch hierfür mehrfach Rezitative oder Variationsformen. Dieser Stil galt damals bereits als veraltet.:281 Ein Beispiel ist Eriteas „Deh manda quei singulti“ (II.3), das er als Rezitativ mit strophischen Variationen und einer vierstimmigen Streicherbegleitung komponierte.
Im ersten Akt (Szene 13) gibt es ein bewegendes Lamento des Alessandro („Misero cosi và“). Es besteht aus zwei Strophen über einer ostinaten Basslinie und ist durchgängig von Streichern begleitet.:88 Im Mittelteil wechselt die Ostinato-Figur die Tonart.

## Werkgeschichte
Eliogabalo ist Francesco Cavallis letzte erhaltene Oper. Er komponierte sie im Auftrag des Impresario Marco Faustini für das Teatro Santi Giovanni e Paolo in Venedig. Dem am 29. Juni 1667 abgeschlossenen Vertrag zufolge erhielt er dafür eine Summe von 400:28 oder 450:161f Dukaten. Als Libretto erhielt er einen von Aurelio Aureli überarbeiteten Text eines unbekannten Verfassers.:28 Die historische Vorlage findet sich in der angeblich von Aelius Lampridius verfassten Vita Heliogabali der Historia Augusta.:363 Aureli nutzte konkret Lodovico Dolces 1558 erschienene und mehrfach in Venedig nachgedruckte italienische Übersetzung eines davon abgeleiteten Werks, der Historia imperial y Cesarea des Katalanen Pedro Mexía (1545).:364

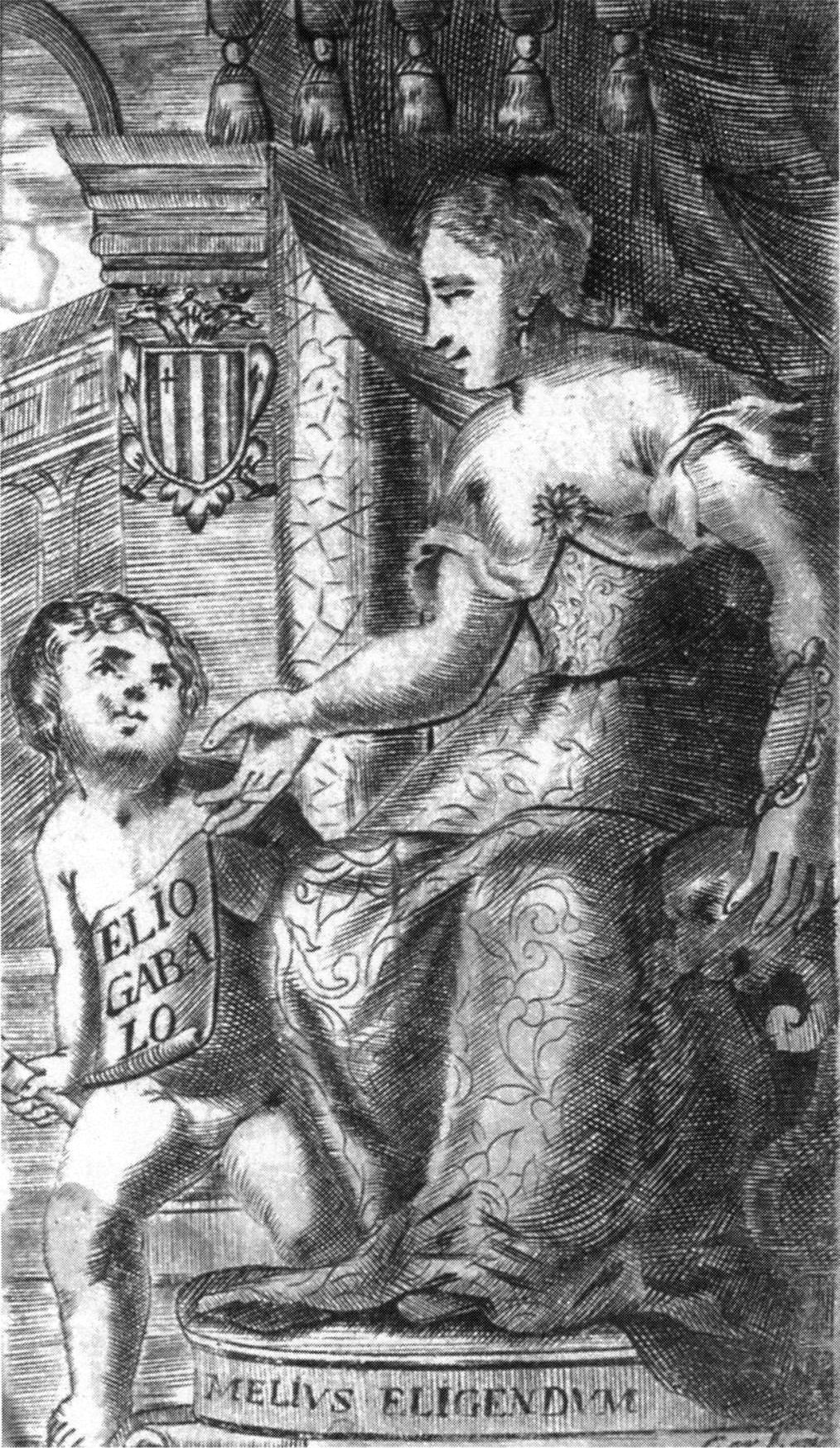
Bild aus dem Libretto zu Borettis Oper, Venedig 1668

Die geplante Aufführung wurde jedoch kurzfristig abgesetzt. Stattdessen spielte man 1668 eine gleichnamige Oper des jungen Komponisten Giovanni Antonio Boretti mit einem neuen Libretto Aurelis. Dieser schrieb im Vorwort, dass es sich um einen „hastigen“ Ersatz für den von Cavalli vertonten Text handele. Man habe ihm aus „unerwarteten“ Gründen „befohlen“, die Cavalli-Fassung aufzugeben. Das neue Stück behandele zwar denselben Stoff, sei aber „völlig anders in Stil und Handlung“.:358 Gründe waren unter anderem Differenzen zwischen Faustini, der kurz vor Beginn der Karnevalsaison 1668 das Theater verließ,:29 und den Eigentümern des Theaters, den Brüdern Giovanni Carlo und Vincenzo Grimani.:218 Außerdem hatte sich der musikalische Geschmack gewandelt, und Cavallis Stil galt als veraltet. Seine Stärke lag in der musikalischen Intensivierung der dem Text innewohnenden Dramatik durch die enge Verbindung der Handlung und der Musik. Nun waren stattdessen Arien als Schaustücke für die Sängerstars der Zeit gefragt, die durch die handlungstragenden Rezitative nur mehr miteinander verbunden wurden. An diese neue, dem Wesen nach undramatische Ästhetik konnte sich Cavalli nicht anpassen.:29 Mauro Calcagno, der Herausgeber der Neuedition von Cavallis Eliogabalo, verglich die Libretti der beiden Opern akribisch und wies nach, dass gewisse politische Aspekte des Librettos für die Grimanis problematisch gewesen sein mussten.:168 Der Hauptunterschied besteht im Ausgang der beiden Opern. Bei Cavalli wird der Kaiser brutal getötet, wodurch Alessandro an die Macht kommt. Bei Boretti dagegen überlebt er, erfährt einen Sinneswandel und regiert anschließend mit Alessandros Unterstützung weiter.:359 Die umfangreichen Szenen des Frauensenats wurden auf nur noch sieben Zeilen zusammengestrichen.:363 Calcagno nimmt an, dass die in dieser und anderen Szenen vorkommenden Hinweise auf Prostitution beim venezianischen Publikum als Anspielungen an die damals in Venedig kursierende subversive Literatur verstanden werden konnten. In Pamphleten wurden die adligen Familien venezianischer Politiker mit Prostituierten verglichen, da politische Posten gegen Geld vergeben wurden. Noch das illustrierte Titelblatt des Librettos von Borettis Oper enthält durch die Abbildung von Venus und Amor entsprechende Hinweise. Sie bezieht sich offenbar auf die Senatsszene von Cavallis Oper, die im neuen Libretto bereits entschärft wurde.:368f
Das Manuskript von Cavallis Partitur ist in der Collection Contarini der Biblioteca Marciana in Venedig erhalten.
Die Uraufführung fand erst am 27. November 1999 im Teatro San Domenico in Crema anlässlich der Eröffnung dieses Theaters statt. Es spielte das Barockorchester „I Concertanti“ unter der Leitung von Roberto Solci. Inszenierung und Ausstattung stammten von Secondo Pozzali und die Kostüme von Chiara Muti. Die Sänger waren Antonio Giovannini (Eliogabalo), Anna Simboli (Alessandro), Giovanna Cavaraggio (Giuliano), Paola Cigna (Flavia Gemmira), Marina Morelli (Eritea), Barbara Lavarian (Atilia), Andrea Arrivabene (Zotico), Alessandro Carmignani (Lenia) und Alessandro Calamai (Nerbulone und Tiferne). Ein Live-Mitschnitt wurde auf CD veröffentlicht.
Größere Aufmerksamkeit erhielt die Oper 2004 durch eine Aufführungsserie im Théâtre de la Monnaie Brüssel, im Tiroler Landestheater Innsbruck und bei den Wiener Festwochen mit dem Concerto Vocale unter der musikalischen Leitung von René Jacobs und der Regie von Vincent Boussard. In dieser Produktion sangen Silvia Tro Santafé (Eliogabalo), Giorgio Milanesi (Alessandro), Lawrence Zazzo bzw. Christophe Dumaux (Giuliano), Annette Dasch (Flavia Gemmira), Sophie Karthäuser bzw. Nuria Rial (Eritea), Céline Scheen (Atilia), Jeffrey Thompson (Zotico), Mario Zeffiri (Lenia), Sergio Foresti (Nerbulone) und João Fernandes (Tiferne). Die Produktion wurde in der Kritikerumfrage der Zeitschrift Opernwelt 2003/2004 als „Wiederentdeckung des Jahres“ gewürdigt. Von der Brüsseler Aufführung vom 27. April wurde ein CD-Mitschnitt herausgegeben.
Im August 2008 wurde Eliogabalo als nordamerikanische Erstaufführung beim Aspen Music Festival im Wheeler Opera House Aspen gespielt. Die Dirigentin des Chicago Baroque Ensemble, Jane Glover, richtete das Aufführungsmaterial aus dem Originalmanuskript selbst für die in Cavallis Zeit üblichen Instrumente ein. Die Inszenierung stammte von Edward Berkeley. Die Sänger waren Cecelia Hall (Eliogabalo), Christin Wismann (Alessandro), Ellen Putney Moore (Giuliano), Ariana Wyatt (Flavia Gemmira), Hannah Celeste Nelson (Eritea), Carin Gilfrey (Atilia), Sarah Larsen (Zotico), Alex Mansoori (Lenia) und David Keck (Bass).
Im Juni und Juli 2009 spielte die englische Grange Park Opera das Werk in Northington in einer Inszenierung von David Fielding mit Bühne und Kostümen von David Fielding. Der Dirigent war Christian Curnyn. Hier sangen Renata Pokupic (Eliogabalo), Anna Stephany (Alessandro), James Laing (Giuliano), Sinéad Campbell (Flavia Gemmira), Claire Booth (Eritea), Yvette Bonner (Atilia), Ashley Catling (Zotico), Tom Walker (Lenia) und João Fernandes (Nerbulone).
Im Oktober 2011 nahm das Theater Dortmund den Eliogabalo ins Programm. Gespielt wurde eine Fassung nach Neuedition von Mauro Calcagno, die im Rahmen der Cavalli-Edition beim Bärenreiter-Verlag herausgegeben werden soll. Fausto Nardi leitete die Dortmunder Philharmoniker und die Sänger Christoph Strehl (Eliogabalo), John Zuckerman (Alessandro), Ileana Mateescu (Giuliano), Eleonore Marguerre (Flavia Gemmira), Tamara Weimerich (Eritea), Anke Briegel (Atilia), Hannes Brock (Zotico), Elzbieta Ardam (Lenia) und Christian Sist (Nerbulone und Tiferne). Die Inszenierung stammte von Katharina Thoma, die Bühne von Stefan Hageneier und die Kostüme von Irina Bartels.
Eine Besonderheit war die Produktion der Gotham Chamber Opera, die im März 2013 in einer Inszenierung von James Marvel mit Kostümen von Mattie Ullrich im New Yorker Nachtclub „The Box“ gespielt wurde. Hier sangen Christopher Ainslie (Eliogabalo), Emily Grace Righter (Alessandro), Randall Scotting (Giuliano), Micaëla Oeste (Flavia Gemmira), Susannah Biller (Eritea), Maeve Hoglund (Atilia), Daryl Freedman (Zotico), John Easterlin (Lenia) und Brandon Cedel (Nerbulone).
Im April 2016 führte die Operntruppe „Lyric & Co“ das Werk im Grand Théâtre de Calais auf. Das Barockensemble Hemiolia spielte unter der musikalischen Leitung von Claire Lamquet und François Grenier. Die Sänger waren Alice Habellion (Eliogabalo), Xavier de Lignerolles (Alessandro), Nicolas Zielinski (Giuliano), Marie Cubaynes (Flavia Gemmira), Ekaterina Levental („Une spéciale“), Stephanie Gouilly (Atilia), Yves Vandenbussche (Zotico), Christophe Crapez (Lenia) und Cyril Costanzo (Nerbulone und Tiferne).
Die Pariser Oper spielte Eliogabalo im September und Oktober 2016 in einer musikalischen Einrichtung des Dirigenten Leonardo García Alarcón, der das Instrumentarium für seine Capella Mediterranea stark erweiterte. Die Inszenierung stammte von Thomas Jolly, die Dekoration von Thibaut Fack, die Kostüme von Gareth Pugh und das Lichtdesign von Antoine Travert. Es sangen Franco Fagioli (Eliogabalo), Paul Groves (Alessandro), Valer Sabadus (Giuliano), Nadine Sierra (Flavia Gemmira), Elin Rombo (Eritea), Mariana Flores (Atilia), Matthew Newlin (Zotico), Emiliano Gonzalez Toro (Lenia) und Scott Conner (Nerbulone und Tiferne). Ein Videomitschnitt wurde auf der Internetplattform Culturebox bereitgestellt. Es handelte sich um eine Koproduktion mit der De Nationale Opera Amsterdam, wo das Werk im November 2017 gegeben wurde.
Am Opernhaus Zürich wurde Eliogabalo 2022 in einer Inszenierung von Calixto Bieito unter der musikalischen Leitung von Dmitry Sinkovsky gespielt. Die Darsteller waren Jurij Mynenko (Eliogabalo), David Hansen (Alessandro), Beth Tayler (Giuliano), Anna El-Khashem (Flavia Gemmira), Siobhan Stagg (Eritea), Sophie Junker (Atilia), Joel Williams (Zotico), Mark Milhofer (Lenia) und Daniel Giulianini (Nerbulone).

## Aufnahmen
- November 1999 – Roberto Solci (Dirigent), Orchestra barocca „I Concertanti“, Coro Accademia del Canto, Coro Pregarcantando.
 Antonio Giovannini (Eliogabalo), Anna Simboli (Alessandro), Giovanna Cavaraggio (Giuliano), Paola Cigna (Flavia Gemmira), Marina Morelli (Eritea), Barbara Lavarian (Atilia), Andrea Arrivabene (Zotico), Alessandro Carmignani (Lenia), Alessandro Calamai (Nerbulone und Tiferne).
 Live-Mitschnitt.
 Ducale Music 7001 (2 CDs).[11]
- 27. April 2004 – René Jacobs (Dirigent), Concerto Vocale, Chœur du Conservatoire Royal de Musique.
 Silvia Tro Santafé (Eliogabalo), Giorgio Milanesi (Alessandro), Lawrence Zazzo (Giuliano), Annette Dasch (Flavia Gemmira), Nuria Rial (Eritea), Céline Scheen (Atilia), Jeffrey Thompson (Zotico), Mario Zeffiri (Lenia), Sergio Foresti (Nerbulone), João Fernandes (Tiferne).
 Live aus Brüssel.[14]
- 7. Oktober 2016 – Leonardo García Alarcón (Dirigent), Thibaut Fack (Dekoration), Thomas Jolly (Inszenierung), Gareth Pugh (Kostüme), Antoine Travert (Lichtdesign), Cappella Mediterranea, Chœur de Chambre de Namur.
 Franco Fagioli (Eliogabalo), Paul Groves (Alessandro), Valer Sabadus (Giuliano), Nadine Sierra (Flavia Gemmira), Elin Rombo (Eritea), Mariana Flores (Atilia), Matthew Newlin (Zotico), Emiliano Gonzalez Toro (Lenia), Scott Conner (Nerbulone und Tiferne).
 Video; live aus der Pariser Oper.
 Videostream auf Culturebox.[1]